# Sorbus takhtajanii
Sorbus takhtajanii är en rosväxtart som beskrevs av Gabr.. Sorbus takhtajanii ingår i släktet oxlar, och familjen rosväxter. Inga underarter finns listade i Catalogue of Life.